# Владимир Кличко — Корри Сандерс
Владимир Кличко — Корри Сандерс — двенадцатираундовый боксёрский поединок за титул чемпиона мира в тяжёлом весе по версии WBO, который на момент проведения поединка принадлежал Владимиру Кличко. Бой состоялся 8 марта 2003 года на базе спортивного комплекса Preussag Arena (Ганновер, Германия).
Поединок проходил с преимуществом Корри Сандерса, который четыре раза отправил украинца в нокдаун. Этот бой получил награду авторитетного американского боксёрского журнала «The Ring» апсет года. Первый раунд поединка проходил в равной борьбе, но менее чем за минуту до окончания 1-го раунда Корри Сандерсу, который боксировал в правосторонней стойке, удалось провести точный боковой удар левой рукой, после которого Кличко был потрясён и оказался в первом нокдауне. Затем за несколько секунд до окончания раунда Сандерс вновь отправил соперника в нокдаун. Второй раунд продлился около тридцати секунд: за это время Сандерс успел дважды отправить соперника в нокдаун. После четвёртого (второго во втором раунде) рефери прекратил поединок, и победа была присуждена Сандерсу с формулировкой TKO2 — технический нокаут в 2-м раунде.
Владимир Кличко владел чемпионским поясом по версии WBO с 14 октября 2000 года, и на момент поединка против Сандерса провёл пять успешных защит титула. После победы над Кличко-младшим Корри Сандерс поднялся в мировых боксёрских рейтингах и стал одним из основных претендентов на вакантный титул чемпиона мира по версии WBC. Для проведения поединка за этот титул он отказался от чемпионского титула по версии WBO. Соперником Сандерса в поединке за чемпионский титул по версии WBC стал старший брат Владимира — Виталий Кличко. Бой состоялся 24 апреля 2004 года в Лос-Анджелесе и завершился победой Кличко-старшего техническим нокаутом в 8-м раунде.
После отказа Сандерса от чемпионского титула по версии WBO Владимир Кличко провёл ещё несколько статусных боёв, и 2008 году смог вернуть себе титул сильнейшего боксёра WBO в поединке против россиянина Султана Ибрагимова.

## Предыстория и прогнозы
1 апреля 2000 года в Кёльне (Германия) состоялся поединок между действующим чемпионом мира по версии WBO Виталием Кличко и американским претендентом на этот титул Крисом Бёрдом. Поединок проходил с преимуществом Виталия, но из-за травмы плеча он отказался от его продолжения после 9-го раунда. 14 октября того же года Бёрд вышел на первую защиту титула против младшего брата Виталия — Владимира Кличко. Поединок завершился победой Кличко-младшего единогласным судейским решением.
После победы над Крисом Бёрдом Владимир Кличко провёл пять успешных защит чемпионского титула: 24 марта 2001 года он победил техническим нокаутом во втором раунде Деррика Джефферсона (23-2-1), 4 августа 2001 года одержал победу техническим нокаутом в 6-м раунде над Чарльзом Шиффордом (17-1), 16 марта 2002 года техническим нокаутом в 10-м раунде одолел Франсуа Бота (44-3-1), 29 июня 2002-го техническим нокаутом в 6-м раунде Рэя Мерсера (30-4-1) и 7 декабря того же года в 10-м раунде побил Джамиля Макклайна (28-2-3).
Некоторое время Кличко-младшему не удавалось найти соперника для следующей защиты титула, так как его убедительные досрочные победы над топ-бойцами тяжелого веса пугали соперников, и они отказывались от поединка с ним. Южноафриканский спортсмен Корри Сандерс был назван соперником чемпиона лишь за несколько недель до самого поединка, и его портрет отсутствовал на постере к поединку. На момент боя Сандерсу было 37 лет, и его не считали серьезным оппонентом для Кличко-младшего. Так, представители американского телеканала HBO, считая что Кличко-младший с лёгкостью победит Сандрса планировал организовать летом поединки Владимира Кличко с Кирком Джонсоном, а осенью против Дэвида Туа.

Я знаю, почему тогда проиграл Сандерсу. Я к тому времени наелся этих поединков выше крыши. Не мог не драться, потому что у меня был контракт, был промоутер, но я помню, как сегодня: шел в ринг и думал об отпуске. Думал: сейчас уложу его в первом раунде — и отдыхать. То есть поединок был проигран ещё до того, как я зашел в ринг. А с таким взрывным бойцом, как Корри Сандерс, это было смерти подобно — я тогда просто в ножницы влетел— Владимир Кличко
Сандерс считался андердогом (аутсайдером) в поединке против Владимира Кличко. В разных букмекерских конторах ставки на его победу принимались с коэффициентом от 12 до 40. Спортивный журналист Александр Беленький в своей статье о предстоящем поединке писал, что главным спортивным достижением Сандерса на тот момент был проигрыш бывшему чемпиону мира Хасиму Рахману, а поединок с Кличко-младшим станет для него «ещё одним почетным проигрышем».

## Ход поединка
Практически сразу после начала поединка Корри Сандерс попытался нанести левый кросс (удар вразрез), но удар не дошёл до цели. По мнению спортивного журналиста Александра Беленького, именно в тот момент Корри увидел изъян в защите у Владимира Кличко. Через несколько секунд после этой атаки Сандерс нанёс точный правый джеб (прямой удар), мощность которого была усилена встречным движением Кличко-младшего. В конце первой минуты первого раунда южноафриканец предпринял ещё одну попытку нанести левый джеб, но Владимир Кличко наложил свою руку на руку соперника, тем самым сорвав атаку Сандерса. Далее раунд проходил более спокойно, Владимир Кличко придерживался дальней дистанции и удерживал на ней соперника, постоянно выбрасывая джебы. За это время украинский спортсмен сумел провести несколько неакцентированных ударов, которые не повлекли за собой никаких последствий. В конце второй минуты Владимиру Кличко удалось попасть по Сандерсу правым кроссом, однако Корри Сандерс сразу же контратаковал, нанеся мощный левый прямой удар по челюсти украинца, после чего Кличко-младший начал пытаться клинчевать.
Менее чем за сорок секунд до конца 1-го раунда Кличко пропустил левый джеб, а затем левый хук (боковой удар) и оказался в нокдауне. После возобновления поединка, Сандерс выбросил левый кросс, который потряс Кличко, и продолжил атаку серией ударов, которые повлекли за собой второе падение Владимира. После того как Владимир поднялся во второй раз, до окончания раунда оставалось 5 секунд, но Сандерс успел за это время провести ещё несколько акцентированных атак.
На второй раунд Кличко-младший вышел «напряженным и задёрганным». Сандерс попробовал провести несколько ударов, а затем, уже через 8 секунд после начала раунда, вновь пробил левый кросс, после которого Кличко в третий раз за поединок оказался на настиле ринга. Менее чем через тридцать секунд после начала раунда, у Сандерса вновь прошёл кросс слева, и его визави в четвёртый раз оказался в нокдауне, после которого рефери остановил поединок.

## Андеркарт
В таблице перечислены результаты всех поединков боксёров.
В каждой строке указан результат поединка. Дополнительно номер поединка обозначен цветом, который обозначает итог поединка. Расшифровка обозначений и цветов представлена в нижеследующей таблице.
| Пример | Расшифровка                     |
| ------ | ------------------------------- |
|        | Победа                          |
|        | Ничья                           |
|        | Поражение                       |
|        | Планируемый поединок            |
|        | Поединок признан несостоявшимся |
| КО     | Нокаут                          |
| ТКО    | Технический нокаут              |
| PTS    | Решение судей (по очкам)        |
| UD     | Единогласное решение судей      |
| MD     | Решение большинства судей       |
| SD     | Раздельное решение судей        |
| RTD    | Отказ от продолжения боя        |
| DQ     | Дисквалификация                 |
| NC     | Поединок признан несостоявшимся |

| Боксёр                   | Итог боя  | Боксёр                        | Титулы                                                                |
| ------------------------ | --------- | ----------------------------- | --------------------------------------------------------------------- |
| Владимир Кличко (40-1)   | TKO2 (12) | Корри Сандерс (38-2)          | Бой за титул чемпиона мира по версии WBO в тяжелом весе.              |
| Феликс Штурм (15-0)      | UD10 (10) | Хавьер Альберто Мамани (11-1) | Бой за титул чемпиона мира среди молодежи по версии IBF среднем весе. |
| Марио Вейт (37-1)        | UD8 (8)   | Рамон Артуро Бритез (34-15-1) |                                                                       |
| Сергей Дзинзирук (20-0)  | TKO4 (8)  | Серж Винь (15-5-1)            |                                                                       |
| Кристиан Бладт (25-2-1)  | TKO5 (8)  | Леонтий Воронцук (19-12-1)    |                                                                       |
| Такалани Ндлову (19-1)   | UD8 (8)   | Энтони Мартинес (18-6-2)      |                                                                       |
| Турхан Алтункая (15-1-3) | UD6 (6)   | Анджей Витковски (8-3)        |                                                                       |
| Самуэль Кебеде (18-0)    | TKO2 (2)  | Иво Голаков (13-9-1)          |                                                                       |

## После боя
Поражение от Сандерса стало вторым в профессиональной карьере Владимира Кличко. Оно стало настолько неожиданным, что, подводя итоги года, американский журнал «The Ring» присудил этому поединку награду апсет года. По мнению экспертов в этой спортивной дисциплине и самого Владимира Кличко основной причиной поражения стала недооценка соперника.
Следующий свой поединок Кличко-младший провёл 30 августа того же года, нокаутировав в 1-м раунде аргентинца Фабио Моли (29-2), а 20 декабря в 4-м раунде победил техническим нокаутом американца Даниэля Николсона (42-4).
После уверенной победы над Кличко-младшим Корри Сандерс поднялся в мировых боксёрских рейтингах и стал одним из основных претендентов на титул чемпиона мира по версии WBC, который стал вакантным после заявления Леннокса Льюиса о завершении спортивной карьеры. Для того, чтобы сражаться за титул чемпиона мира по версии WBC, Сандерс отказался от титула чемпиона по версии WBO. Соперником Корри Сандерса стал старший брат Владимира Виталий Кличко. Этот поединок, получивший название «Месть брата III», состоялся 24 апреля 2004 года в Лос-Анджелесе и завершился победой Кличко-старшего техническим нокаутом в 8-м раунде.
10 апреля 2004 года в Лас-Вегасе состоялся бой между Владимиром Кличко и американцем Лаймоном Брюстером (33-3) за вакантный титул чемпиона мира по версии WBO. Поединок проходил с преимуществом украинского спортсмена. В третьем раунде Кличко отправил соперника в нокдаун. Однако уже в 5-м раунде Кличко начал уставать, чем воспользовался Брюстер и сумел вернуть ему нокдаун. После того, как завершился этот раунд, между боксёрами стал рефери, Владимир зацепился за его ногу и упал — к тому моменту он был совершенно обессилен и не смог встать. В итоге победа техническим нокаутом в 5-м раунде была присуждена Брюстеру.
23 февраля 2008 года в Нью-Йорке состоялся поединок между чемпионом мира по версиям IBF и IBO Владимиром Кличко и чемпионом мира по версии WBO Султаном Ибрагимовым (22-0-1). Владимир Кличко доминировал на протяжении всего поединка, работая джебами и срывая атаки противника, при этом он уделял большое внимание защите, что лишило поединок зрелищности. Несмотря на свою манеру ведения боя, Владимир Кличко одержал уверенную победу в поединке единогласным судейским решением (119—110, 117—111 и 118—110) и вновь стал чемпионом мира по версии WBO.

## Комментарии
1. ↑  На самом деле на момент боя на счету Владимира Кличко быть на одну досрочную победу больше. Разночтения в рекорде Владимира Кличко возникли после его поединка с Бико Ботовамунгу 23 августа 1997 года, когда рефери остановил поединок дисквалифицировав Ботовамунгу, затем результат встречи был изменен на победу Кличко техническим нокаутом. Однако на сайте BoxRec, который является одним из самых авторитетных статистических сайтов на данную тему, в отличие от других источников, результат остался прежним[1].